# 草酸镨
草酸镨是镨的草酸盐，化学式为Pr2(C2O4)3，存在无水物和水合物。它的十水合物受热分解得到无水物，继续加热得到氧化镨。草酸镨在空气中加热分解，可以得到深棕色的十一氧化六镨。它在氧气气氛中加热，能够检测到Pr(C2O4)2的生成。它和盐酸反应得到Pr(C2O4)Cl·3H2O。